# Álvaro Morales (actor)
Álvaro Enrique Morales Rojas (Ñuñoa, Santiago, 14 de septiembre de 1968) es un actor chileno, de teatro y televisión.
Por sus interpretaciones, ha sido acreedor de varios galardones, entre ellos ser ganador de un APES al mejor actor principal por su papel de Martín Ortúzar en la telenovela Los Pincheira.

## Biografía

### Primeros años
Nació el 14 de septiembre de 1968 en Santiago, siendo el menor y único hombre de cuatro hermanos. Se crio en una familia conservadora, su padre un hombre riguroso, y su madre una ama de casa. En su adolescencia realizó un viaje a Nueva York que le cambió la vida. «Me sacaron de la Villa Presidente Frei, y me llevaron a Manhattan, quedé loco». Al regresar a Santiago, reprobó un curso y comenzó a tener más personalidad.
En esta época también se caracterizó por su afición a los deportes. A los 14 años realizó el arte marcial taekwondo. «La enseñanza fue rigurosa y disciplinada. No me enseñaron un ejercicio, sino que un arte». Morales fue seleccionado nacional de taekwondo y logró ser cinturón negro. Según el actor, borró su principal problema de adolescencia: la falta de seguridad en sí mismo.

### Estudios
Morales asistió al Colegio Calasanz de Ñuñoa y posteriormente sus estudios secundarios los realizó en otro establecimiento. Su interés por la actuación empezó en la escuela secundaria. «Salí de un colegio de curas y luego llegué a una escuela que se movía políticamente, con gente militante de la Unidad Popular, comprometida. Ellos me enseñaron todo: desde clavar los paneles, preparar la obra, desmontar todo y arrancar». Según el actor, no se arrepiente porque allí conoció el teatro callejero y poblacional. Tras egresar de la secundaria se dirigió a matricular a una escuela de teatro en Santiago a estudiar dirección de teatro, sin embargo, esta se cerró por temas políticos. Fue así como decidió estudiar actuación en el Club de Teatro de Fernando González.

## Carrera

### Sus inicios
Asistió al Club de Teatro de Fernando González, donde junto a Marcelo Leonart —su amigo del colegio—, fundó la compañía de teatro Merri Melodys. Fue allí también donde Verónica Saquel y María Eugenia Rencoret lo descubrieron y le ofrecieron un papel secundario en la teleserie Ámame en 1993. 
Parte de sus colaboraciones más reconocidas son las que forma con el director Vicente Sabatini, entre ellas el éxito taquillero Rompecorazón (1994), Estúpido Cupido (1995), Sucupira (1996) y su secuela Sucupira, la comedia (1998), Oro Verde (1997), Iorana (1998), La Fiera (1999), Romané (2000), Pampa Ilusión (2001), El circo de las Montini (2002), Los Pincheira (2004), entre otras.

### Consagración
En 2004, Morales interpretó a Martín Ortúzar, el antagonista de Los Pincheira, un malvado y poderoso terrateniente dueño de la mayoría de las tierras de la zona. Ante su elección como antagonista, Morales declaró: «"Nosotros somos actores de oficio y profesión, y por lo mismo cualquiera de los que estamos puede estar en los papeles principales. Por eso pienso que el director Vicente Sabatini me eligió por el casting, por mi edad y la cercanía que provoca mi apariencia con quien será mi pareja y antagonista."» Por su actuación, Morales recibió elogios de la crítica y recibió el premio APES en la categoría de «Mejor actor de televisión».
Morales obtuvo un amplio reconocimiento por su actuación en el drama de ¿Dónde está Elisa? (2009). Encarnó a Ignacio Cousiño, un hombre conservador y padre de familia. Sin embargo, esconde su homosexualidad ante su familia hasta que regresa un antiguo amigo de su mujer –interpretado por César Caillet– con el cual mantuvo una relación paralela en su juventud. En ese mismo año, tuvo una esporádica participación de 8 episodios en Los Exitosos Pells (2009), donde compartió roles con Luz Valdivieso, Ricardo Fernández y Claudia Di Girolamo.
En 2011, personificó al narcotraficante Lucio Santo Domingo en Infiltradas (2011). En el drama interpretó al antagonista principal y su actuación recibió diversas críticas positivas por los críticos de espectáculos y televisión chilena. «el personaje es un antihéroe, porque en el pasado le hicieron mucho daño, viviendo en un entorno muy agresivo en el que él responde de la misma manera». Asimismo declaró «Lucio es un personaje muy bien escrito». En la producción compartió créditos con Héctor Noguera, Katty Kowaleczko, Felipe Braun, Mayte Rodríguez y Tiago Correa. Paralelamente fue miembro del jurado internacional del Festival Internacional de la Canción de Viña del Mar.

## Vida personal
Álvaro Morales ha tenido relaciones sentimentales con algunas mujeres del espectáculo chileno, una de ellas es la conductora de televisión, Katherine Salosny. Tiene una hija llamada Julieta, nacida en 1995.

## Filmografía

### Cine
| Películas | Películas                        | Películas          | Películas        | Películas |
| Año       | Película                         | Rol                | Director         |           |
| --------- | -------------------------------- | ------------------ | ---------------- | --------- |
| 2000      | Ángel negro                      | Gabriel Echeverría | Jorge Olguín     |           |
| 2010      | Qué pena tu vida                 | Diego              | Nicolás López    |           |
| 2021      | Un loco matrimonio en cuarentena |                    | Rodrigo Bastidas |           |

## Televisión
| Año  | Título                  | Papel                        | Ref.   |
| ---- | ----------------------- | ---------------------------- | ------ |
| 1993 | Ámame                   | Ignacio Recalde              |        |
| 1994 | Rompecorazón            | Matías Sullivan              |        |
| 1995 | Estúpido cupido         | Ricardo Campino              |        |
| 1996 | Sucupira                | Raimundo Prado               |        |
| 1997 | Oro verde               | Alonso Durán                 |        |
| 1998 | Iorana                  | Cristián «Iriti» Balbontín   | [ 11 ] |
| 1999 | La Fiera                | Andrés Cárdenas              |        |
| 2000 | Romané                  | Rodrigo Cordero              |        |
| 2001 | Pampa Ilusión           | Gaspar López / Melchor López |        |
| 2002 | El circo de las Montini | Luis Rubio                   |        |
| 2003 | Puertas Adentro         | Matías Rivera                |        |
| 2004 | Los Pincheira           | Martín Ortúzar               | [ 12 ] |
| 2005 | Los Capo                | Adriano Urbini               |        |
| 2006 | Cómplices               | Mario Zamora                 |        |
| 2006 | Floribella              | Máximo Calderón de la Hoya   |        |
| 2007 | Corazón de María        | Gonzalo Montes               |        |
| 2008 | Viuda Alegre            | Yagán Vivanco                |        |
| 2008 | ¿Dónde está Elisa?      | Ignacio Cousiño              | [ 13 ] |
| 2009 | Los Exitosos Pells      | Gianluca Paldini             | [ 14 ] |
| 2010 | Mujeres de lujo         | Clemente Figueroa            | [ 15 ] |
| 2011 | Infiltradas             | Lucio Santo Domingo          | [ 16 ] |
| 2012 | La Sexóloga             | Gabriel Hidalgo              |        |
| 2013 | Socias                  | Pablo Ventura                |        |
| 2015 | Eres mi tesoro          | Álvaro Cummings              |        |
| 2016 | Ámbar                   | Cristóbal Möller             | [ 17 ] |
| 2018 | Casa de muñecos         | José Luis Hurtado            |        |
| 2019 | Río oscuro              | Fernando García              | [ 18 ] |
| 2022 | Hasta encontrarte       | Esteban Ugalde               |        |

| Año       | Título                          | Papel            | Notas |
| --------- | ------------------------------- | ---------------- | ----- |
| 1997      | La buhardilla                   | Sebastián        |       |
| 1998      | Las historias de Sussi          | Matías           |       |
| 1998-1999 | Sucupira, la comedia            | Raimundo Prado   |       |
| 2003      | Cuentos de mujeres              | Jaime            |       |
| 2004      | Tiempo final                    | Ignacio Echaurro |       |
| 2011      | 12 días que estremecieron Chile | Sergio           |       |

#### Programas
- Festival Internacional de la Canción de Viña del Mar (Chilevisión, 2011) - Juez
- Teatro en Chilevisión (Chilevisión, 2013-2014) - Actor
- Juga2 (TVN, 2013) - Participante
- Zona de estrellas (Zona Latina, 2013) - Invitado
- Mucho gusto (Mega, 2015) - Invitado
- Vértigo (Canal 13, 2016) - Invitado

## Teatro
| Año  | Obra                                   | Autor                  | Director            | Teatro            | Ref. |
| ---- | -------------------------------------- | ---------------------- | ------------------- | ----------------- | ---- |
| 1997 | Abrazando el fuego                     | Juan Carlos Montagna   |                     |                   |      |
| 1998 | Sebastopol                             | Ramón Griffero         | Ramón Griffero      |                   |      |
| 2003 | Tus deseos en fragmentos               | Ramón Griffero         | Ramón Griffero      | Matucana 100      |      |
| 2004 | Las horas previas                      |                        |                     |                   |      |
| 2004 | Auge y caída de la ciudad de Mahagonny | Bertolt Brecht         | Rodrigo Pérez       |                   |      |
| 2005 | Cuerpo                                 | Rodrigo Pérez          | Rodrigo Pérez       |                   |      |
| 2011 | Interior                               | Maurice Maeterlinck    | Rodrigo Pérez       | Teatro La Memoria |      |
| 2012 | Oratorio de la lluvia negra            | Juan Radrigán          | Rodrigo Pérez       | Teatro La Memoria |      |
| 2013 | Versos de ciego                        | Luis Alberto Heiremans | Rodrigo Pérez       | Teatro UC         |      |
| 2014 | Un tranvía llamado Deseo               | Tennessee Williams     | Alfredo Castro      | Centro GAM        |      |
| 2014 | El montacargas                         | Harold Pinter          | Claudia Di Girolamo | Centro GAM        |      |
| 2019 | Los sinverguenza al desnudo            |                        | Mariano Aliste      | Casino Enjoy      |      |

## Premios y nominaciones
Premio APES (2004)
- Mejor actor de televisión - Los Pincheira

Premio TV Grama (2011)
- Mejor actor - Mujeres de lujo

## Publicidad
- Dermocapil (2014) - Protagonista del comercial.